# Inocente Paulí Galcerá
Innocenci Paulí Galcerán (Tortosa, 26 de diciembre de 1854 - Barcelona, 9 de diciembre de 1921) fue un físico, químico y astrónomo de España que colaboró con Jaume Ferran i Clua en el descubrimiento y aplicación de la vacuna anticolérica.

## Carrera
Fue hijo de Antonio Paulí Roig. Aparece en Ilustración Artística del 15 de junio de 1885 (número 181), y en la revista El Médico (número 173) del 11 al 17 de septiembre de 1899. En 1878, sólo dos años después de la primera comunicación de Graham Bell, consiguieron una comunicación telefónica entre Tortosa y Tarragona empleando aparatos de construcción propia. En 1879 publicaron un artículo sobre La instantaneidad en fotografía, en el que describía un procedimiento basado en una emulsión de bromuro de plata y gelatina, que años después motivaría un pleito entre las firmas Young y Kodak.